# Cúil Aodha
Cúil Aodha (pron. [ˌkuːlʲ ˈeː], en anglès Coolea) és un llogarret d'Irlanda, a la regió de Muskerry dins la Gaeltacht del comtat de Cork, a la província de Munster. Està vora el naixement del riu Sullane a les Muntanyes Derrynasaggart.

## Administració
Com a llogaret depèn de la parròquia de Ballyvourney i oficialment forma part de la Gaeltacht on irlandès és la llengua més usada; el 83,3% dels seus habitants saben parlar irlandès i per al 56,2% és la llengua d'ús quotidià. La zona té una gran tradició cultural en la cançó Sean-nós.
El poble és a prop dels nous parcs eòlics que es troben en les muntanyes que marquen la frontera entre el Comtat de Cork i el Comtat de Kerry. El terreny és muntanyós i les carreteres són carrerons estrets que condueixen fins a la vall. Algunes localitats que envolten el poble són Barr d'Inse, Milleeny (na Millíní) i The Coom.

## Gent
El compositor irlandès Seán Ó Riada va viure a la zona entre Cúil Aodha i Ballyvourney fins a la seva mort i el seu fill Peadar Ó Riada dirigeix el famós cor Cór Chúl Aodha. L'estiu de 2008 fou erigit un bust de bronze de Seán Ó Riada vora l'església de Cúil Aodha. També són del poble els músics Murty i John Buckley, que es van donar a conèixer tocant en pubs.

## Comerç
A la zona es fabrica el formatge Coolea. Ek 1987 es va obrir a Cúil Aodha la factoria Mark Éire especialitzada en tecnologia climàtica i amb un departament irlandès.

## Film
Recentment Song for a Raggy Boy i The Wind That Shakes the Barley (dirigida per Ken Loach) han estat filmades als voltants de Cúil Aodha.

## Transport
L'àrea és rural i té la població dispersa per la vall. No hi ha servei d'autobús. La l'estació més propera del Bus Éireann que fa la ruta entre Cork i Tralee passa per Ballyvourney i està a unes 2 milles de Cúil Aodha.